# Île inhabitée

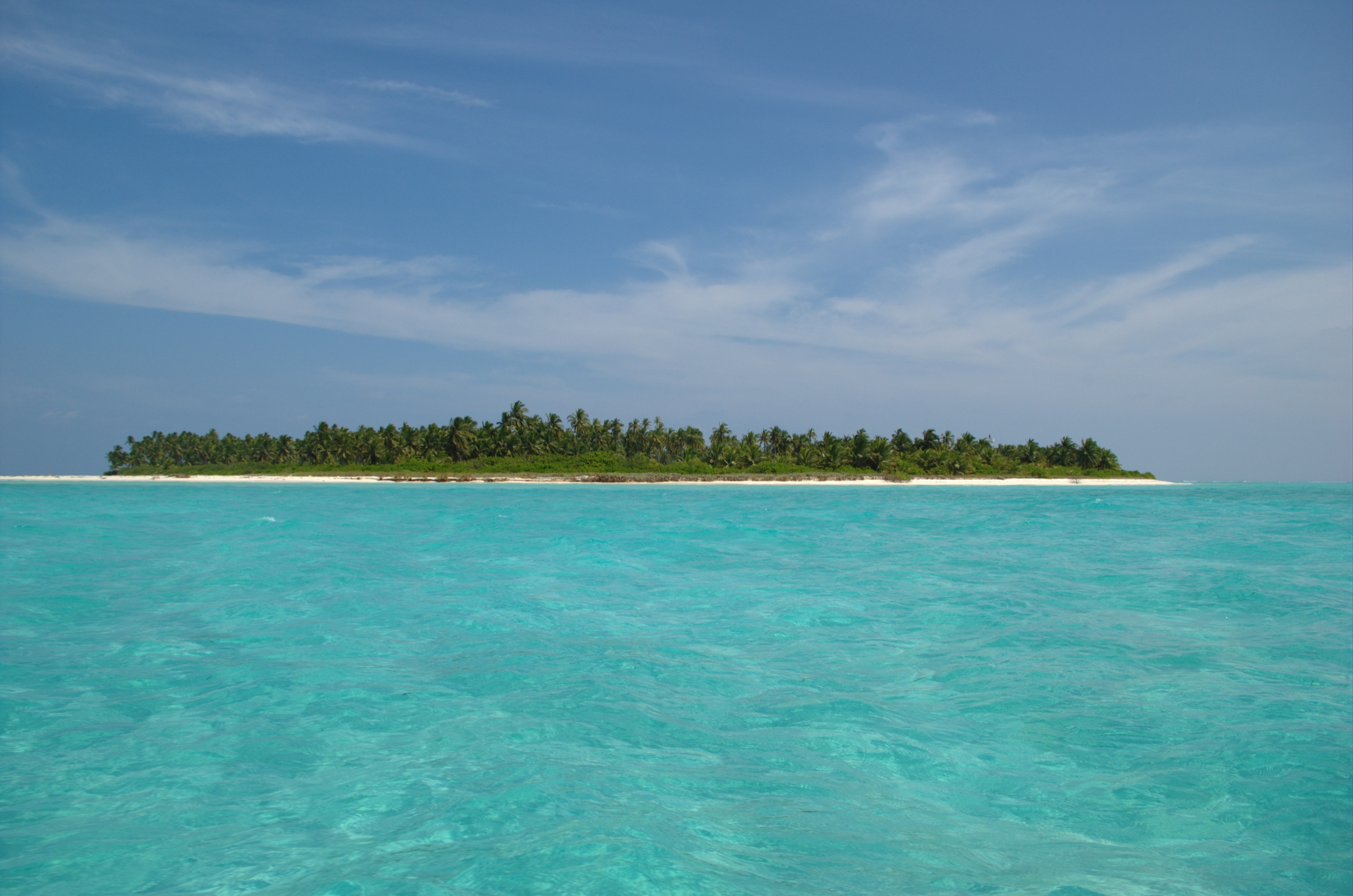
Une île inhabitée dans les îles Laquedives (Inde).

Une île inhabitée ou île déserte est une île qui ne compte aucune population humaine. C'est aussi un trope utilisé dans les expériences de pensée et dans la fiction.
Généralement, une île inhabitée est désignée comme telle parce qu'elle est déserte ou abandonnée. Le climat aride du désert n'est généralement pas implicite.

## Caractéristiques
Au XXIe siècle, on peut considérer que l'essentiel des terres habitables de la planète sont habitées : les îles laissées sans population sont donc essentiellement des îles jugées inhabitables, soit en raison de leur climat (c'est notamment le cas des îles de l'Arctique et de l'Antarctique, comme les Terres australes et antarctiques françaises), de l'absence d'eau potable (souvent le cas des atolls coralliens comme les îles Éparses de l'océan Indien), ou enfin parce que le sol ne permet pas d'y bâtir des infrastructures (îles immergées à marée haute, îles basses soumises à des vagues de submersion, bancs de sable, îles de vase...). Certaines îles sont aujourd'hui inhabitées à la suite de l'échec des tentatives de colonisation, comme l'île Europa (île française de l'océan Indien).
Des innovations technologiques (comme le dessalement de l'eau de mer) peuvent cependant rendre habitables des îles qui ne l'étaient pas auparavant.

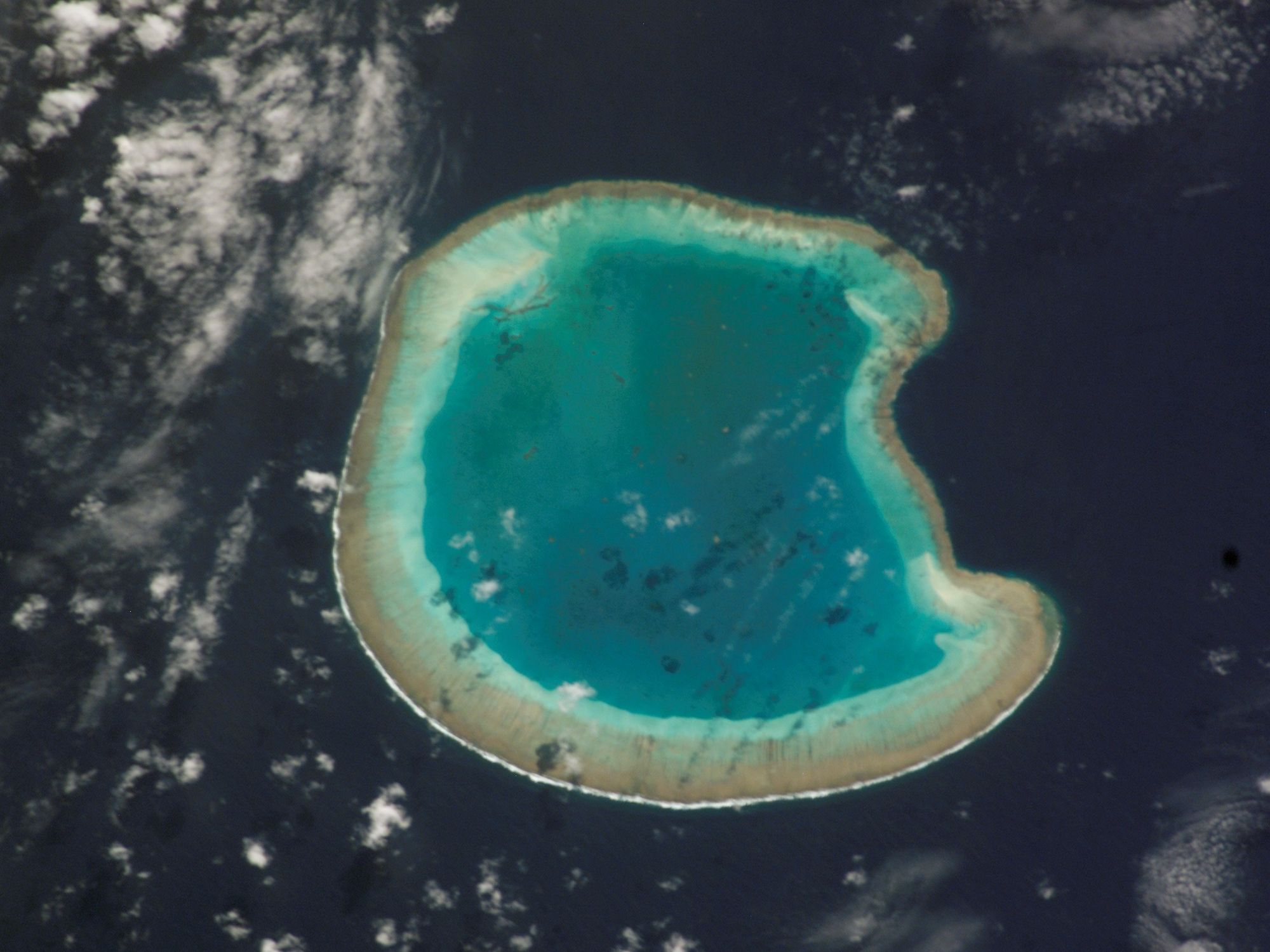
Bassas da India (Îles Éparses de l'océan Indien, France).
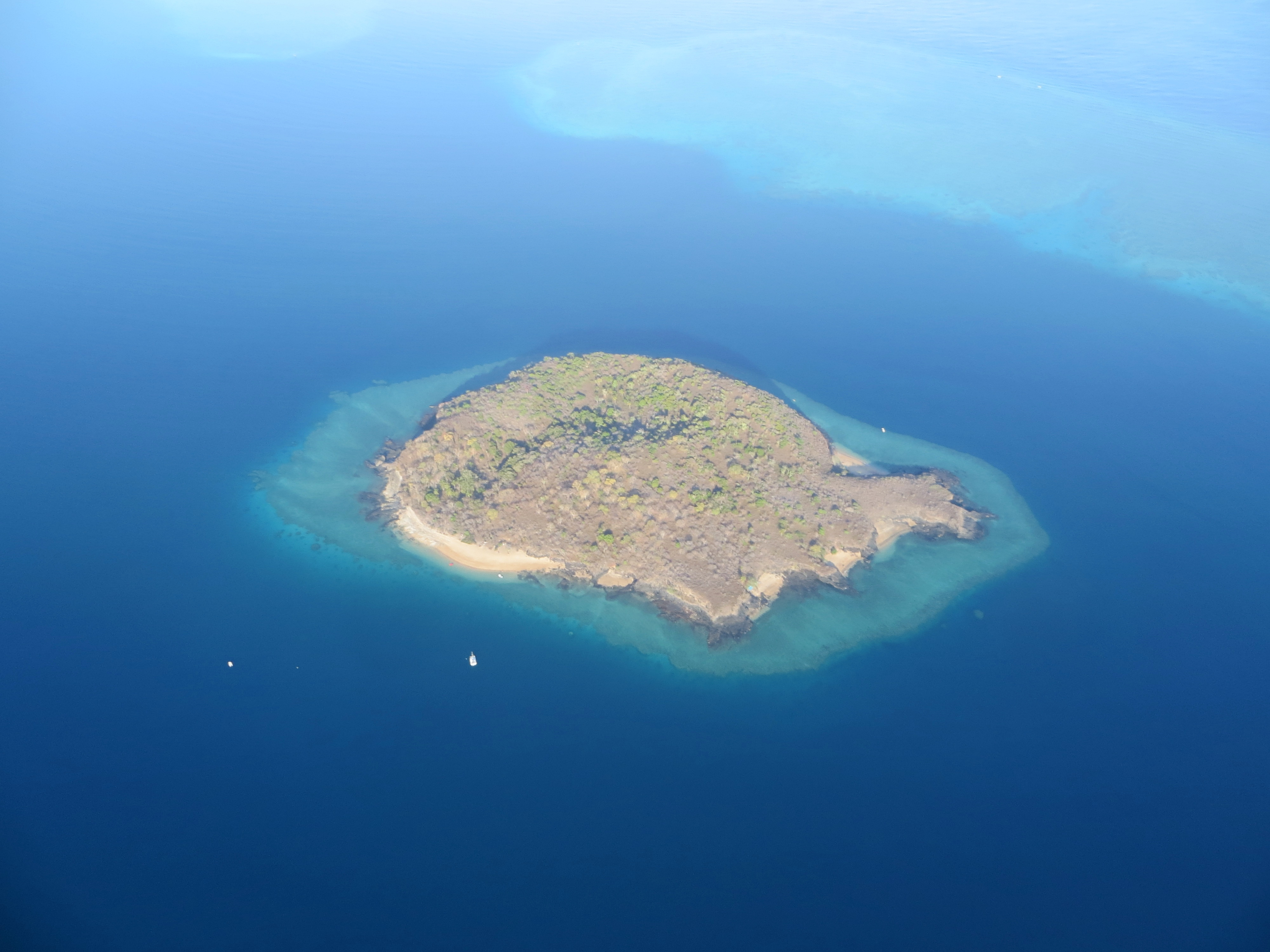
L'îlot Bandrélé à Mayotte.
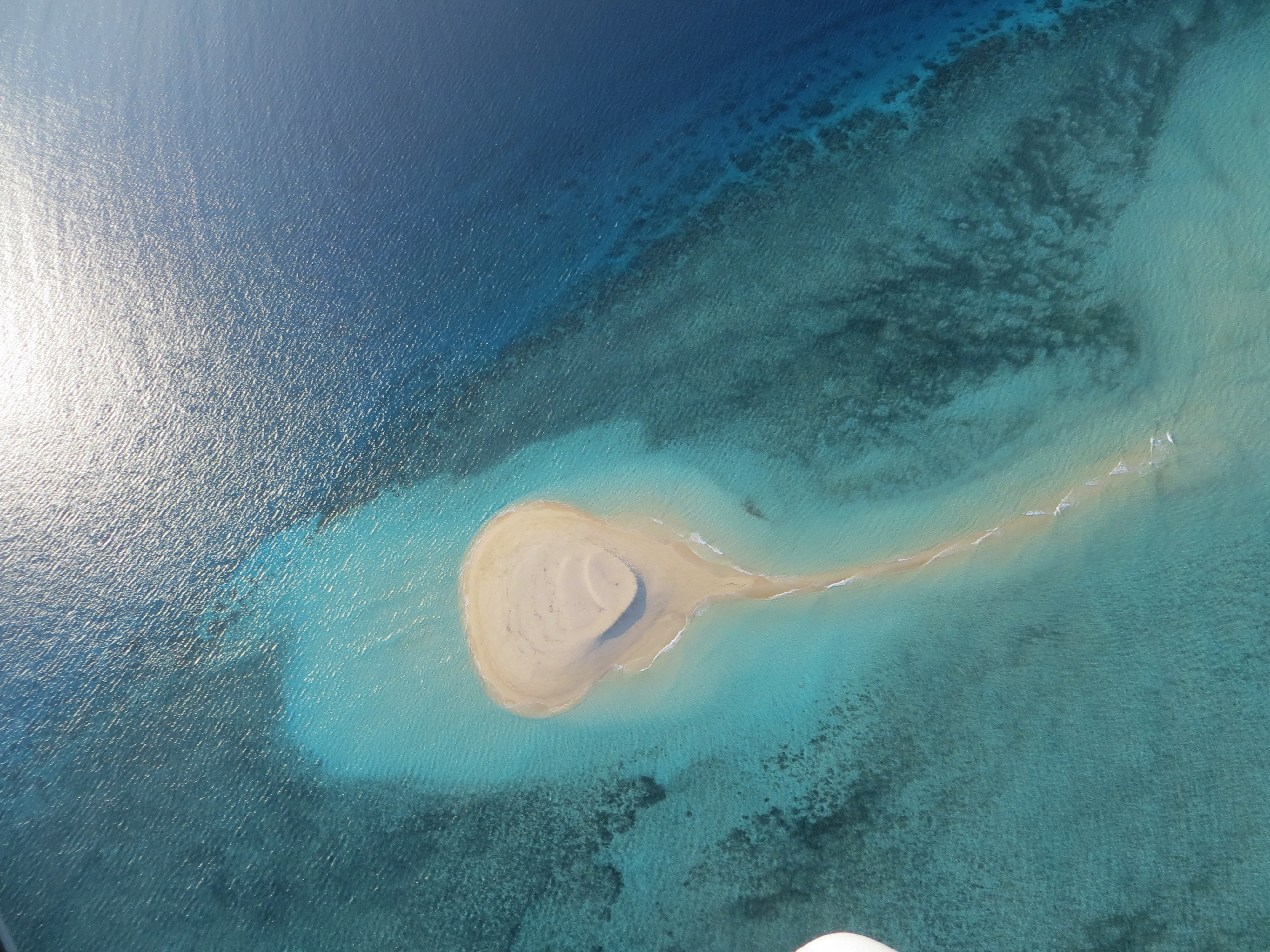
Îlot de Sable Blanc à Mayotte.
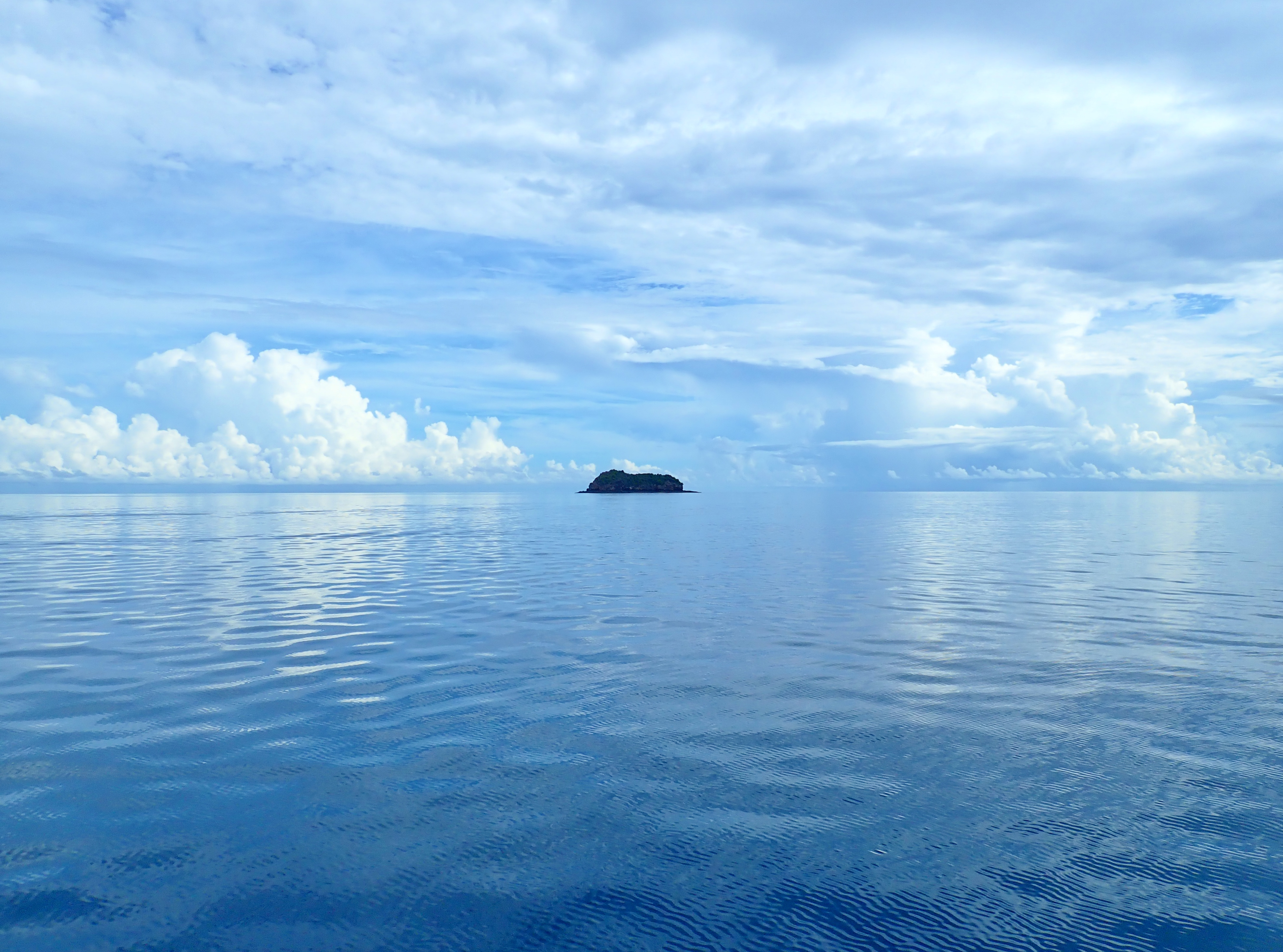
Îlot Aombe à Mayotte.
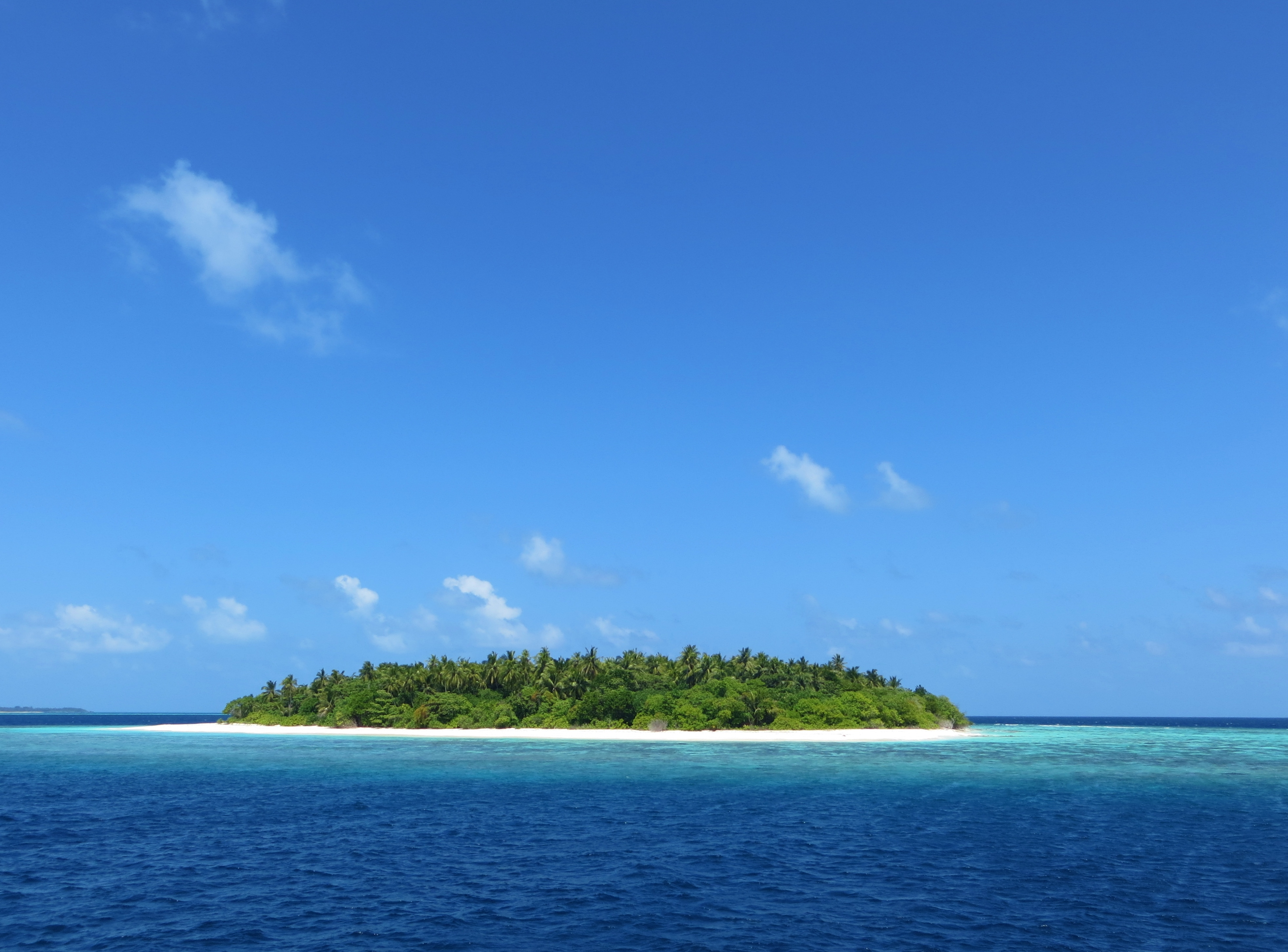
Île déserte aux Maldives.
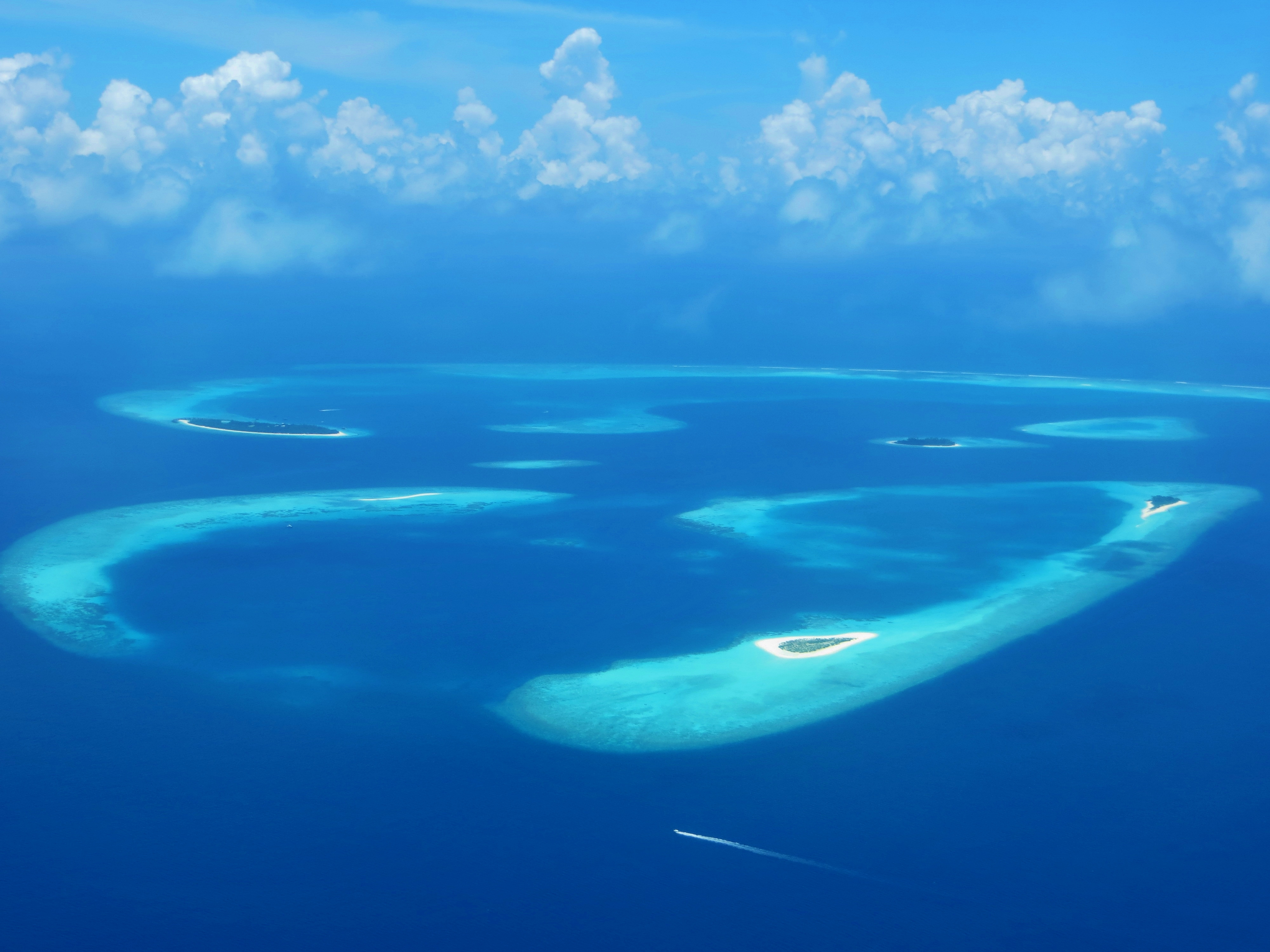
Vue aérienne de l'atoll de Baa, aux Maldives.

## Exemples
- Île Clipperton (France)
- Île Ducie (Archipel des Pitcairn)
- Ha-shima (Japon)
- Atoll Johnston (États-Unis)
- Poveglia (Italie)
- Klein Curaçao (Pays-Bas)

## Biodiversité
Les îles désertes sont en partie à l'abri des nuisances humaines, ce qui en fait des havres de paix pour un certain nombre d'espèces sauvages fragiles comme les tortues marines. De très nombreuses espèces d'oiseaux marins les utilisent comme halte sur leur route ou surtout pour nicher, profitant de l'absence (supposée) de prédateurs terrestres tels que les chats ou les rats.
Cependant, la mer accumule sur leurs plages des tonnes de déchets provenant de pays très lointains, et l'absence de surveillance en fait aussi des sites prisés des braconniers d'espèces protégées.

## Dans la culture populaire

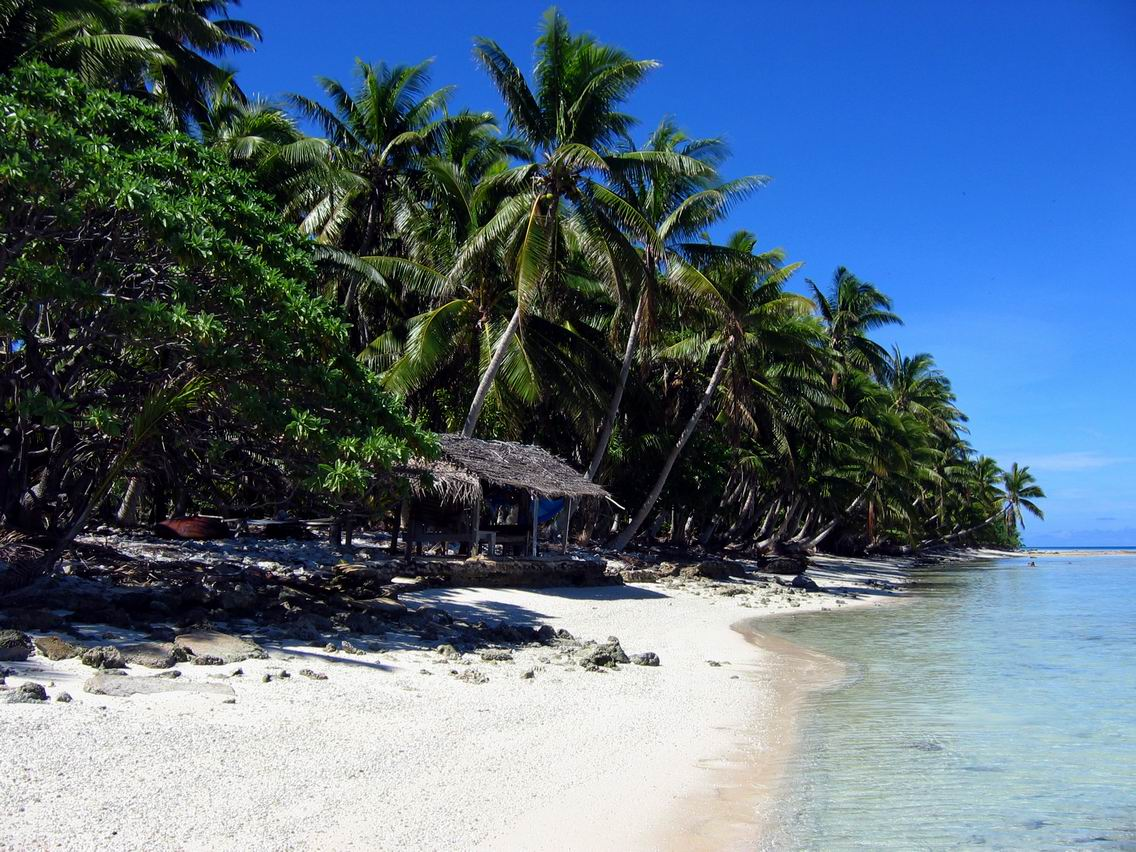
L'atoll de Suwarrow, Îles Cook.

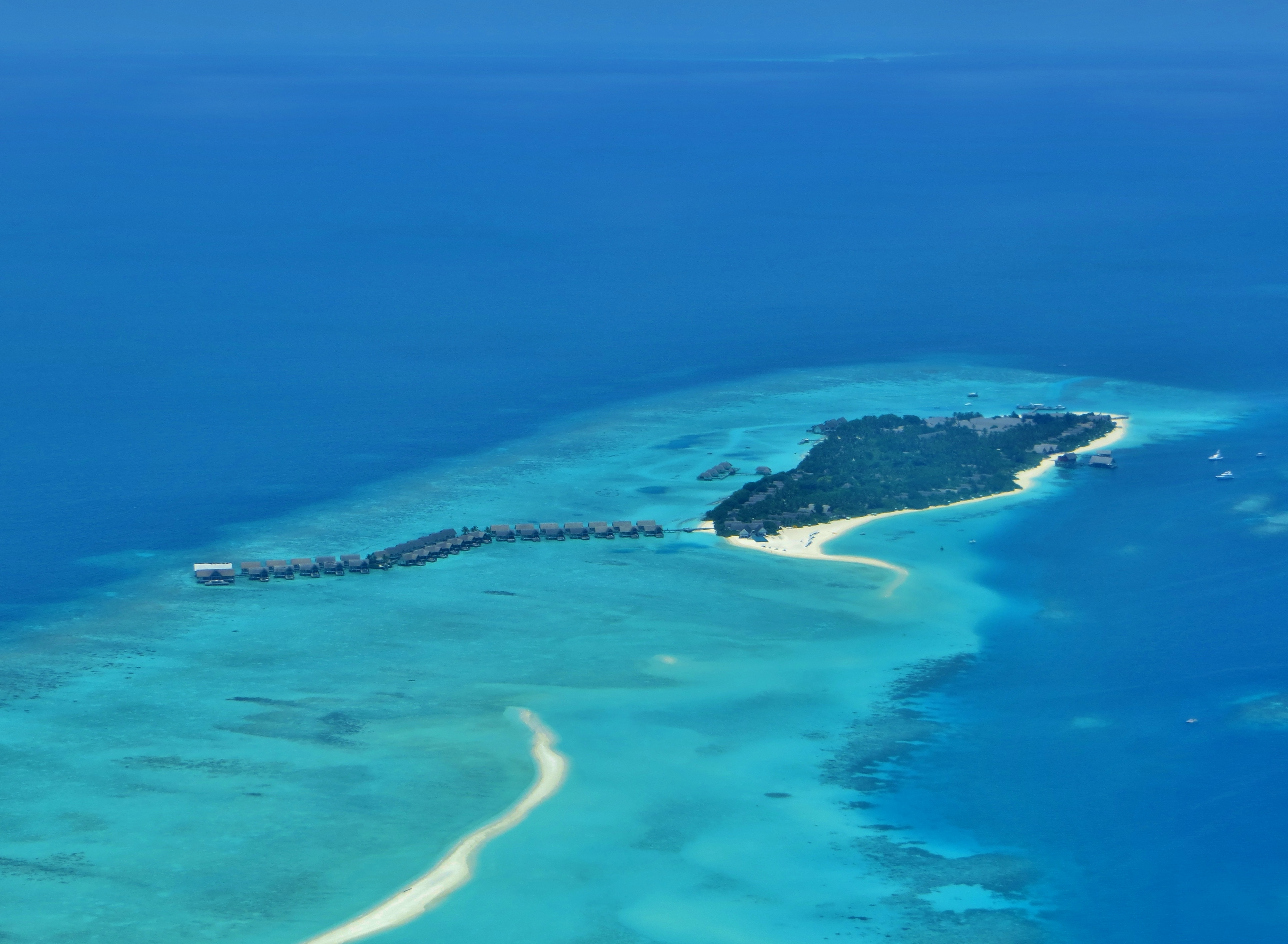
Une Île-hôtel aux Maldives.

### Arts et fiction
L'île déserte est souvent utilisée dans la littérature et les arts comme métaphore métonymique d'un monde vide d'humains, qu'il soit à reconstruire (Robinson Crusoé de Daniel Defoe) ou à réinventer (Vendredi ou les Limbes du Pacifique de Michel Tournier). L'île peut ainsi être vue comme une épreuve terrible à surmonter (dans le film Seul au monde de Robert Zemeckis), ou au contraire une utopie paradisiaque (La Tortue rouge de Michael Dudok de Wit). 
Robinson Crusoé est devenu l'archétype du naufragé sur une île déserte, et a donné lieu à un véritable genre littéraire illustré également par Sa Majesté des mouches (William Golding, 1954), du lieu où des individus ou des petits groupes de personnes se retrouvent bloqués ou naufragés, coupés de la civilisation.
L'idée d'île déserte est également présente en poésie, par exemple dans le poème « Île déserte » de Boris Vian. 

### Tourisme
Encore dans la culture populaire, les îles désertes figurent souvent dans le haut de page « vacances de rêve ». Cependant, l'éloignement, l'absence d'infrastructures sanitaires ou de communication et surtout d'eau potable en font en réalité des lieux pas toujours hospitaliers, et l'installation touristique nécessite en réalité d'avoir des mégalopoles modernes à proximité (notamment pour des raisons d'accessibilité, de télécommunications, d'énergie, d'approvisionnement et de santé), même si elles paraissent en dehors du champ de vision. À l'inverse, les archipels véritablement isolés et difficiles d'accès (comme les Îles Pitcairn) peinent à se développer sur le plan touristique. Là où les conditions le permettent, des entreprises bâtissent alors des îles-hôtels (en anglais « resort islands »), bénéficiant des conditions de calme et d'isolement recherchées par les touristes, mais avec des équipements sanitaires et sécuritaires modernes, notamment grâce aux techniques de dessalement de l'eau de mer. 

### Médias

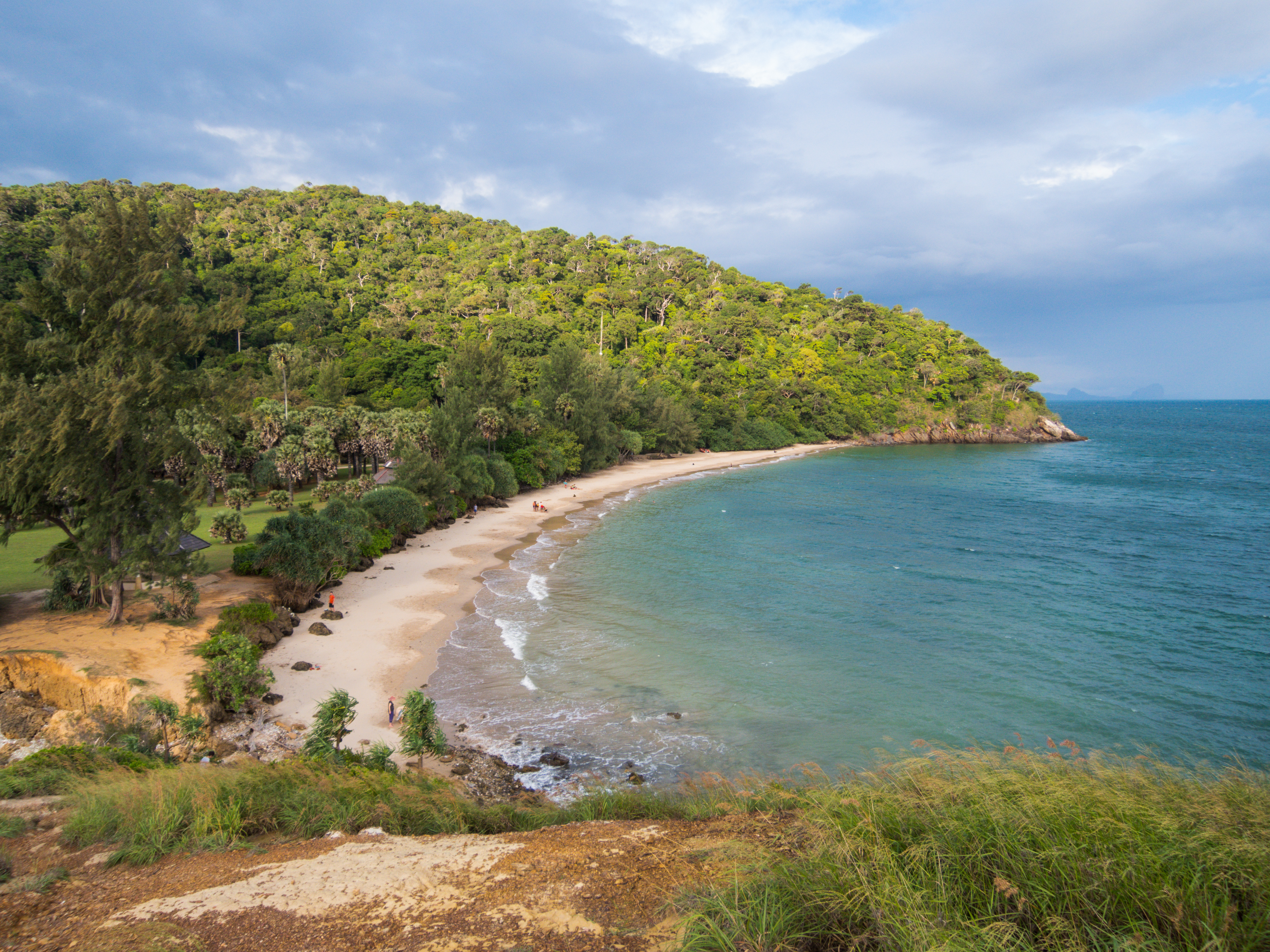
Une plage de l'île de Koh Lanta, en Thaïlande, souvent utilisée pour les émissions survivalistes (qui n'est en réalité pas une île déserte, mais héberge une population de plus de 15000 habitants).

La Radio BBC 4, dans son programme Desert Island Discs (en), lancé en 1942 demande à des personnalités célèbres quels morceaux de musique ils emmèneraient avec eux sur une île abandonnée.
Suivant le fantasme associé à Robinson Crusoé, de nombreuses émissions de télé-réalité mettent en scène des individus isolés sur une île déserte dans laquelle ils doivent survivre (notamment dans la région de Koh Lanta, en Thaïlande). Cependant, ces émissions sont très scénarisées, et les candidats, assistés par des équipes de tournages, sont loin des conditions réelles de survie sur une île déserte, en particulier en ce qui concerne l'alimentation.

### Moyens de communications
Un message dans une bouteille est une forme de communication souvent associée aux gens bloqués sur une île abandonnée essayant d'être sauvés.

## Cas historiques
Des cas de survie sur des îles désertes sont référencés, comme ceux de Pedro Serrano et Alexandre Selkirk. L'historien Albert Pitot évoque le cas d'un marin découvert en 1601 sur l'Île Maurice par l'Amiral Harmansen, mais les récits d'aventures sur des îles désertes sont souvent romancés.
Le mythe de Robinson Crusoë est inspiré de l'histoire réelle d'Alexandre Selkirk, marin écossais qui passa quatre ans et douze jours seul sur l'île Mas-a-Tierra, dans l'archipel Juan Fernández, à quelque 400 miles (600 km) des côtes chiliennes.

## Record(s)

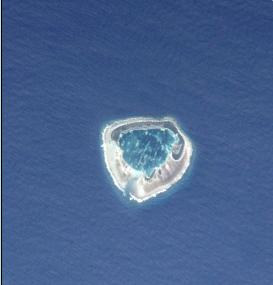
L'Île Ducie, dans le Pacifique sud, est l'une des plus isolées au monde.

La plus grande île inhabitée au monde, faisant 55 247 km2, est l'Île Devon, au Canada. Cette île est pourtant la 27e mondiale en superficie. C'est principalement son climat polaire qui a dissuadé les Canadiens de la coloniser.
Un des pays avec la plus grande proportion d'îles désertes est les Maldives, composées de 1 200 îles dont environ 200 seulement sont habitées.

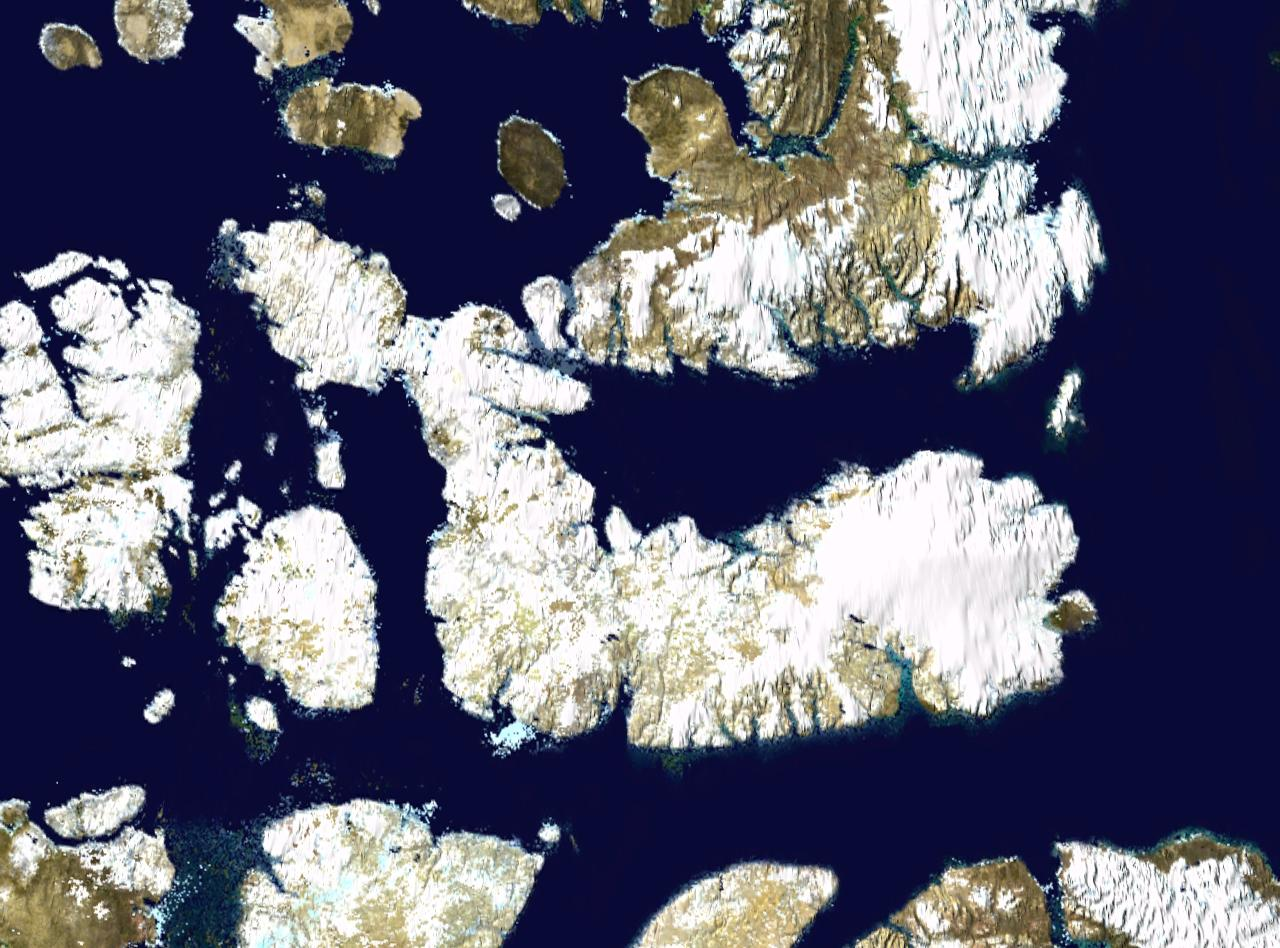
Photo satellite de l'île Devon et des îles environnantes.